# Прабхакара
Прабхакара Мишра (санскр. प्रभाकरः; 6-7 век, Митхила, Индостан) —
философ индуизма, основатель одной из двух атеистической философской школы Миманса. Был, согласно индуистской традиции, старшим современником Кумарила Бхатты, который называл его «гуру», но почти по всем вопросам разошелся с ним, став основателем альтернативной школы. Прабхакара ни разу не называет Кумарилу по имени, но подвергает его учение критике, характеризуя своего оппонента как анупасиситагуру — «того, кто не слушал наставника» и как апаньявадина — «сторонника ложных правил».
Индуист. Комментатор «Шабарабхашьи». Учитель ритуала.
Учение его было распространено преимущественно на юге Индии, прежде всего в Керале. Наибольшую известность приобрели концепция ошибки в восприятии и учение о цели ритуального действия. Ошибку Прабхакара интерпретирует как ложное отношение («принятие веревки за змею») — отождествление воспринятого не с тем объектом, мысль о котором появляется в сознании в результате акта восприятия. Обряд, по мнению Прабхакары, должен совершаться бескорыстно, без расчёта на награду Лишь в этом случае он окажется эффективным . Исследователи неоднократно указывали на сходство этой концепции с учением И. Канта о категорическом императиве. Однако в рамках индийской философии её скорее можно интерпретировать как один из способов теоретически обосновать синтез брахманизма с местными культами.